# Натальинский (Челябинская область)
Ната́льинский — посёлок в Чесменском районе Челябинской области России. Входит в состав Березинского сельского поселения.

## География
Посёлок находится на юго-востоке области, в степной зоне, на левом берегу реки Средний Тогузак, на расстоянии 30 км (по прямой) к юго-западу от села Чесма, административного центра района. Абсолютная высота — 320 м над уровнем моря.

## Население
| 2002 | 2010 |
| ---- | ---- |
| 197  | ↘190 |

Гендерный состав
По данным Всероссийской переписи населения 2010 года в гендерной структуре населения мужчины составляли 50,5 %, женщины — 49,5 %.
Национальный состав
Согласно результатам переписи 2002 года, в национальной структуре населения русские составляли 71 %.

## Улицы
| - ул. Кирова, - ул. Клубная, - ул. Ленина, - ул. Набережная, | - ул. Новая, - ул. Российская, - ул. Советская, - ул. Чапаева. |